# Benedetto Reguardati
Benedetto Reguardati (* 1398 in Norcia; † 19. Juli 1469 in Florenz; auch Benedictus Riguardatus oder Benedictus de Nursia) war ein italienischer Arzt, Diplomat und Politiker. Er gehört zu den frühesten Verfassern einer Pestschrift.

## Leben
Reguardati entstammte einer alten Adelsfamilie, die im 15. Jahrhundert unter anderem einen Capitano del Popolo in Florenz und einen Senator in Rom stellte. Benedetto Reguardati studierte Medizin in Perugia und war ab 1423 dort Professor für Medizin. Zwischen 1428 und 1431 praktizierte er in Ascoli Piceno und Perugia und setzte danach seine Professur an der Universität fort, an der er auch das Amt des Rektors bekleidete. 1438 vermittelte er für seine Heimatstadt Norcia im Krieg mit Cerreto di Spoleto. Dabei lernte er Francesco Sforza kennen, zu dem Zeitpunkt Gonfaloniere und Vikar der Markgrafschaft Ancona. Wegen einer nicht näher bekannten Straftat wurde er aus Norcia verbannt.
Im Januar 1442 wurde er von Francesco Sforza als Arzt angestellt, mit der Aufgabe sich um seine kinderlos gebliebene Frau Bianca Maria Visconti zu kümmern, die der Sforza ein Jahr zuvor geehelicht hatte. Zwei Jahre später kam im Januar 1444 Galeazzo Maria Sforza zur Welt, bei dessen Geburt Reguardati ebenso anwesend war, wie bei der Geburt von Ludovico Sforza im Juli 1452. Nach dem Tod des letzten Visconti, Filippo Maria Visconti, 1447, folgte er dem Sforza bei seinem Aufstieg zum Herzog von Mailand. Für seinen Mailänder Herrn war er im gleichen Jahr mit politischen Aufgaben in Parma, Pavia, Mailand und Venedig tätig. Nachdem Pavia an den Sforza gefallen war, wurde er 1447 noch zum Gouverneur von Pavia ernannt. Ein Amt, das er mit Antonio Guidobono teilte. Zwei Jahre später folgte nach der Einnahme der Stadt Parma durch den Mailänder seine Berufung zum Statthalter von Parma.
Neben seiner Arbeit als Diplomat und Politiker war er weiterhin als Arzt von Francesco Sforza tätig. Daneben wurde er ab 1451 auch von anderen bedeutenden Adelsfamilien als Arzt zu Rate gezogen, so von den Medici, den Bentivoglio aus Bologna und den Gonzaga aus Mantua. 1457 löste er Alessandro Sforza als Statthalter von Pesaro ab, der in den Dienst des Königs von Frankreich getreten war. 1461 war er für Francesco Sforza mit diplomatischen Aufgaben bei Papst Pius II. und später bei Paul II. betraut. Pius II. beriet er dabei nebenbei auch als Arzt. 1464 erfolgte seine Ernennung zum eques auratus. Im gleichen Jahr wurde er in den Geheimen Rat der Stadt Mailand aufgenommen.
In den 1460er Jahren versuchte er seine Verbannung aus Norcia rückgängig zu machen. Bereits zuvor war er deswegen vergeblich beim Papst vorstellig geworden. Francesco Sforza bekundete zwar offen, ihn nicht halten zu wollen, verhinderte aber hinter seinem Rücken, dass er einen Lehrstuhl an der Universität Florenz erhielt. Nachdem er schließlich nach Florenz ziehen konnte, verstarb er dort am 9. Juli 1469. Er hinterließ drei Kinder: Carlo, ebenfalls im Dienste der Sforza stehend, Podestà von Pavia, Senator in Rom und Capitano del Popolo in Florenz; Dionisio, als Arzt bei den Sforza angestellt; sowie Giovanni, Franziskaner und Lektor für Philosophie.
Reguardati schrieb lediglich zwei Werke. Sein Hauptwerk, Libellus de conservatione sanitatis, verfasste er zwischen 1435 und 1438 für Astorgio Agnesi, damals Erzbischof von Benevent, für den er möglicherweise auch als Arzt tätig war. Das Werk wurde mehrfach gedruckt, unter anderem 1468 in Mailand als italienische Übersetzung unter falschem Namen. Sein Pestregimen mit dem Titel Tractatus de preservatione a pestilentia wurde erstmals 1477 in Lyon gedruckt und zählt zu den frühsten bekannten Pestschriften.
Reguardatis Werk steht in der Tradition der sex res non naturales (Diätetik).

## Werke
- De conservatione sanitatis. LCCN 78-358666 (italienisch).